# ألفونس دي شاتوبريان
ألفونس فان بريدنبيك دي شاتوبريان (25 مارس 1877 في رين -- 2 مايو 1951في كيتزبوهيل ( النمسا )) كاتب فرنسي فاز بجائزة غونكورعام 1911 عن روايته Monsieur de Lourdines و الجائزة الكبرى للرواية من الأكادمية الفرنسية عن La Brière عام 1923.

## حياته

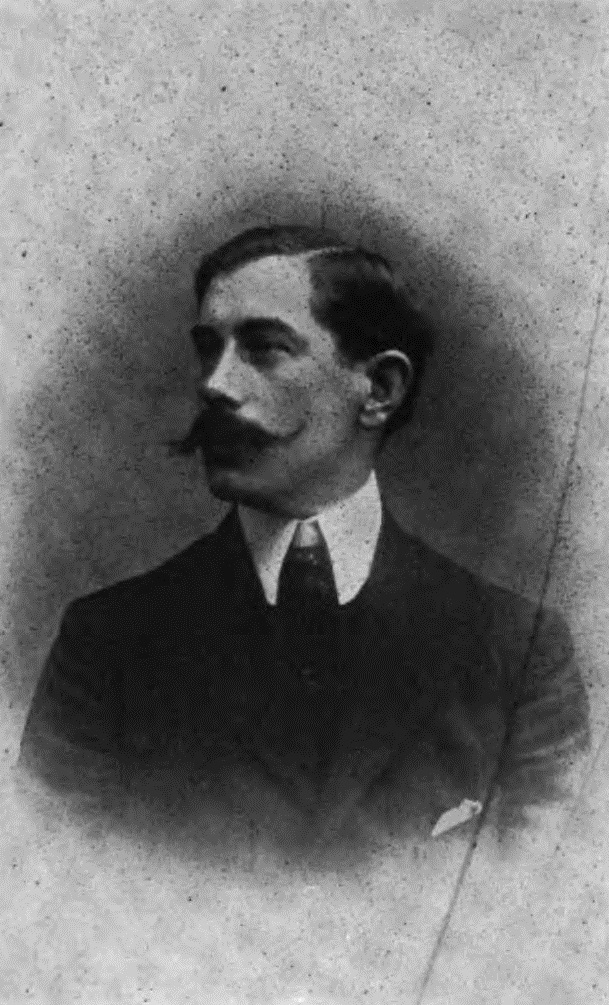
شاتوبريان قبل عام 1913.